# Ropovod

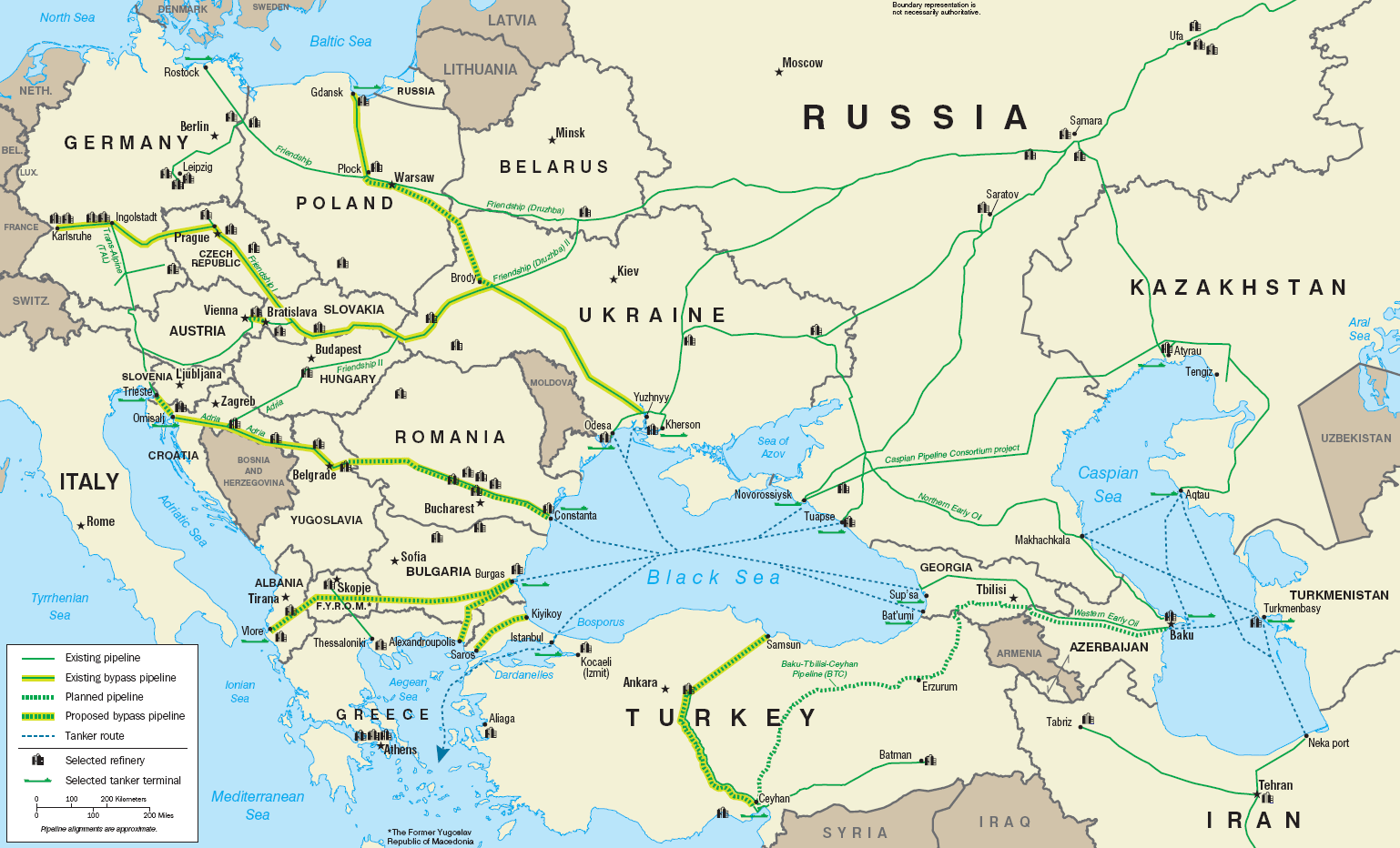
Ropovody v Evropě.

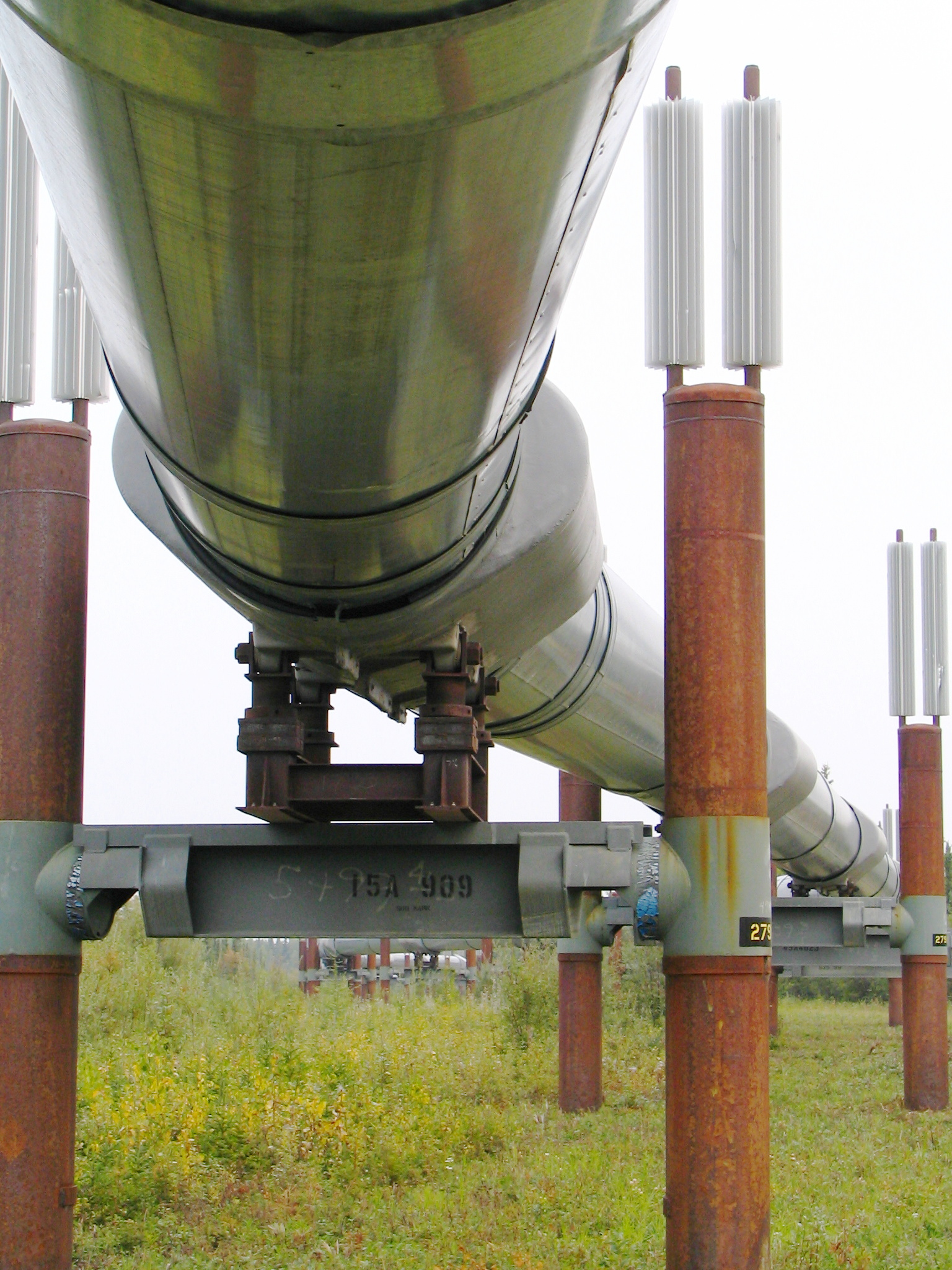
Ropovod na Aljašce.

Ropovod je soustava potrubí pro rozvod ropy na delší vzdálenosti. Alternativou k transportu ropy pomocí ropovodu je použití tankerů pro přepravu po moři, nebo cisteren pro přepravu po silnici nebo železnici.
Ropovod se nachází buď nad zemí, v zemi nebo pod vodou.

## Ropovody v Česku
Česká republika jakožto vnitrozemský stát nemá možnost využívat pro dopravu ropy lodní dopravu a tak je zcela závislá na dopravě ropy dvěma různými ropovody. Po dlouhá léta byla ropa do Česka dovážena pouze přes jediný ropovod Družba, který sem původně směřoval z někdejšího Sovětského svazu (později jen Ruské federace) a činil tak zemi závislou na jeho politice. Po pádu východního bloku se objevily snahy o zmenšení závislosti na jediném dodavateli, což vyústilo ve stavbu ropovodu Ingolstadt. V současnosti je tak Česká republika zásobována ze dvou různých zdrojů, i když každým ropovodem proudí jiný druh suroviny, který je využíván na jiné účely.

## Útoky na ropovody
Ropovody vzhledem ke svojí důležitosti a závislosti dnešní civilizace na ropě se stávají místy, které jsou často napadány teroristickými skupinami. Jejich snahou je zabránit transportu suroviny a tak oslabit ekonomickou situaci. Nejčastěji jsou napadány ropovody v Iráku.
Ropovody jsou v chudších zemích také často navrtávány za účelem nelegálního odčerpávání ropy. Jejich neodborné navrtání ale často končí explozí ropovodů.

## Důležité ropovody
- Aljašský ropovod
- Ropovod Baku–Tbilisi–Ceyhan
- Ropovod Družba
- Ropovod Ingolstadt
- Operace Pluto – improvizovaný ropovod pod Lamanšským průlivem za druhé světové války